# Empis mirifica
Empis mirifica är en tvåvingeart som beskrevs av Collin 1960. Empis mirifica ingår i släktet Empis och familjen dansflugor. Inga underarter finns listade i Catalogue of Life.